# Tropea
Tropea is een gemeente in de Italiaanse provincie Vibo Valentia (regio Calabrië) en telt 6212 inwoners (31-12-2019). De oppervlakte bedraagt 3,6 km², de bevolkingsdichtheid is 2281 inwoners per km².
De volgende frazioni maken deel uit van de gemeente: Marina.

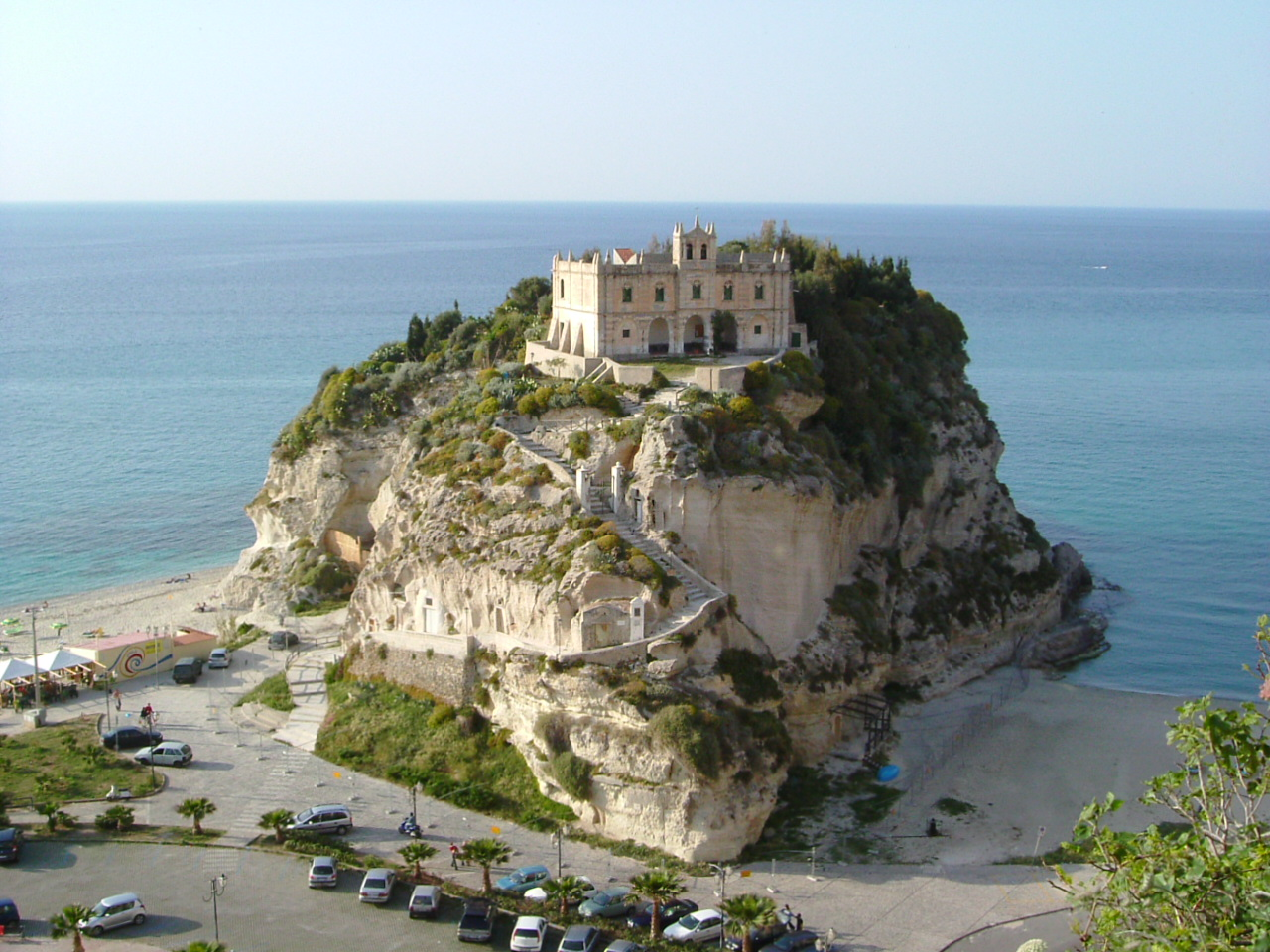
Santuario Santa Maria dell’Isola
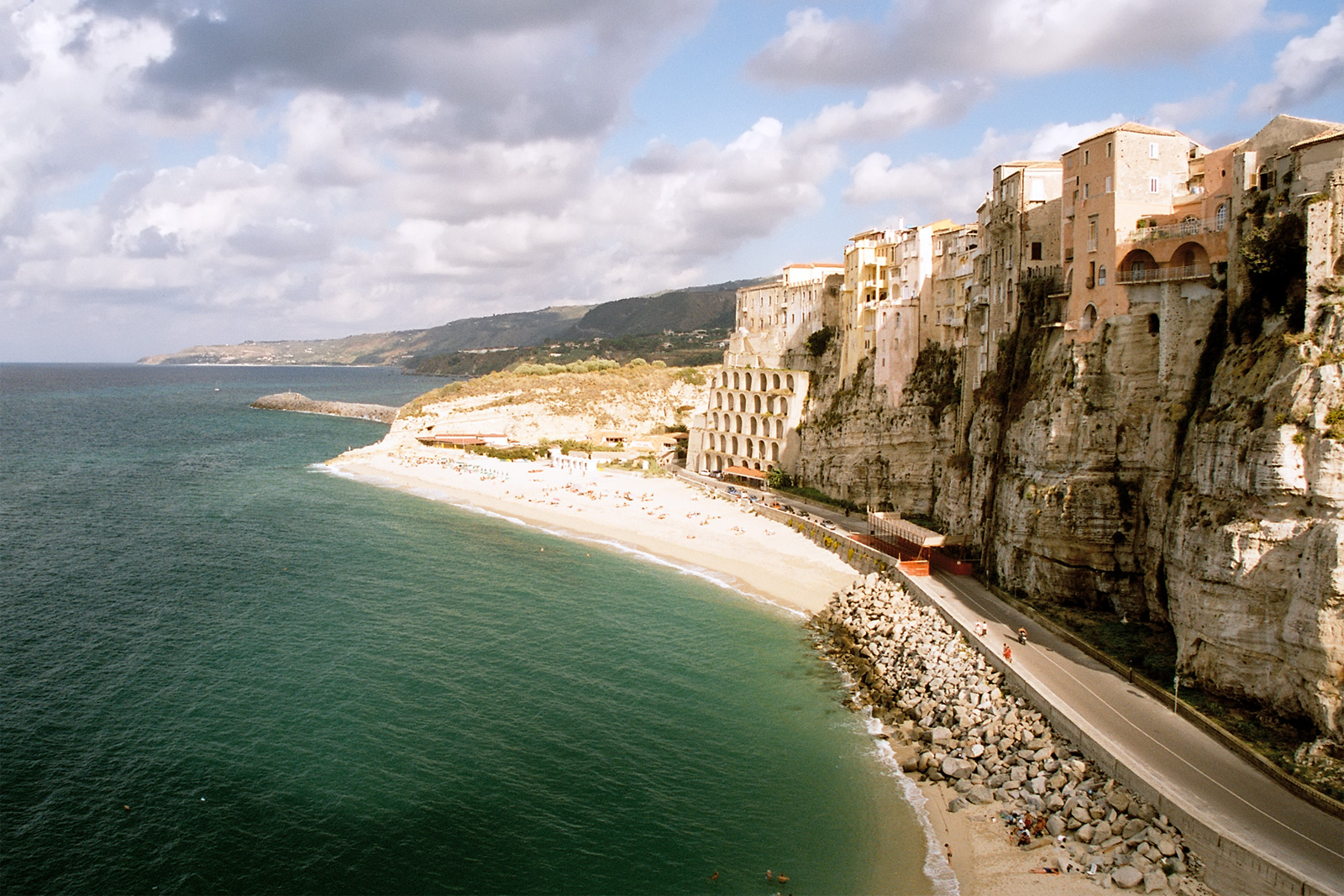
Kust bij Tropea
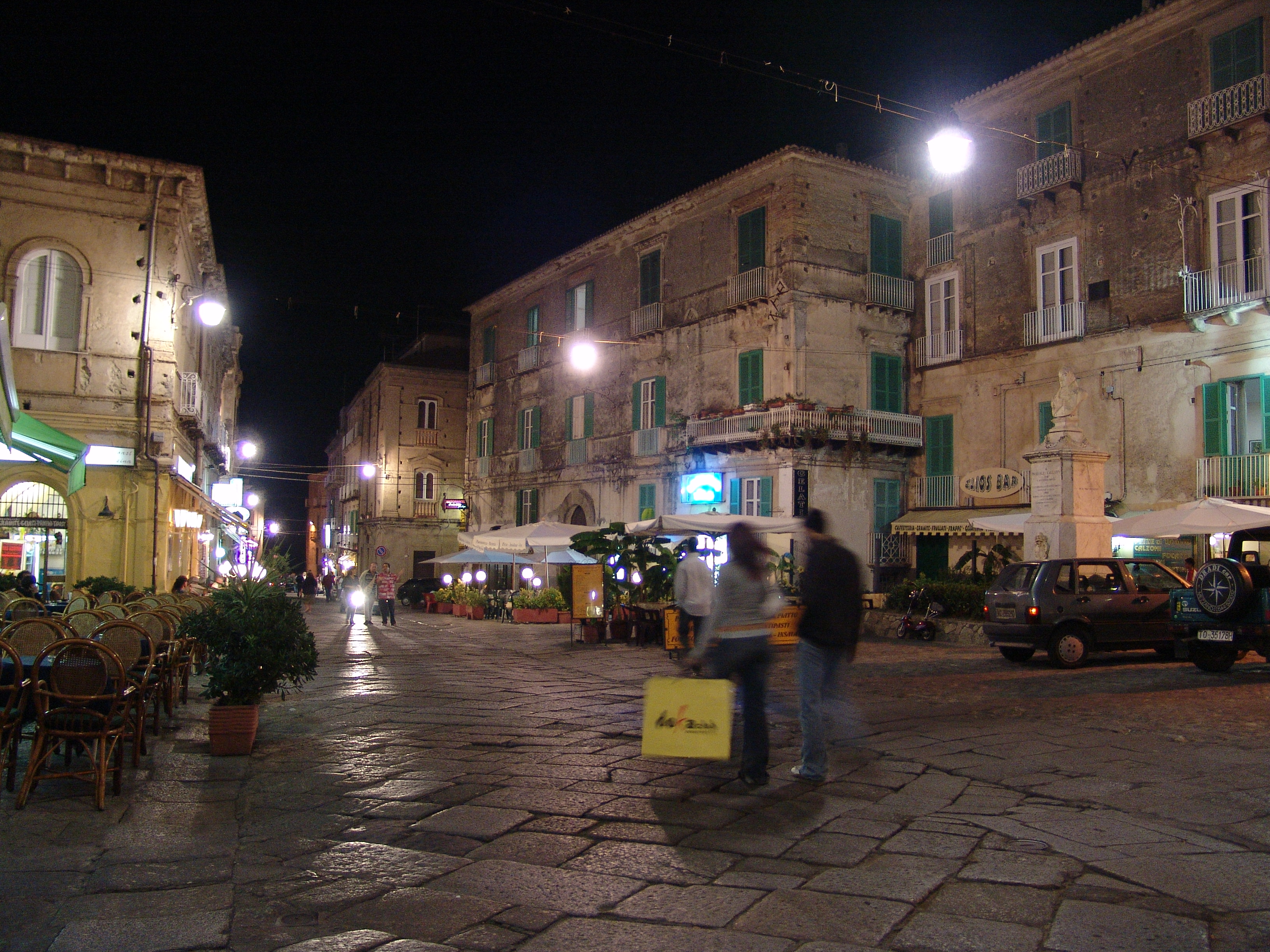
Centrum van Tropea
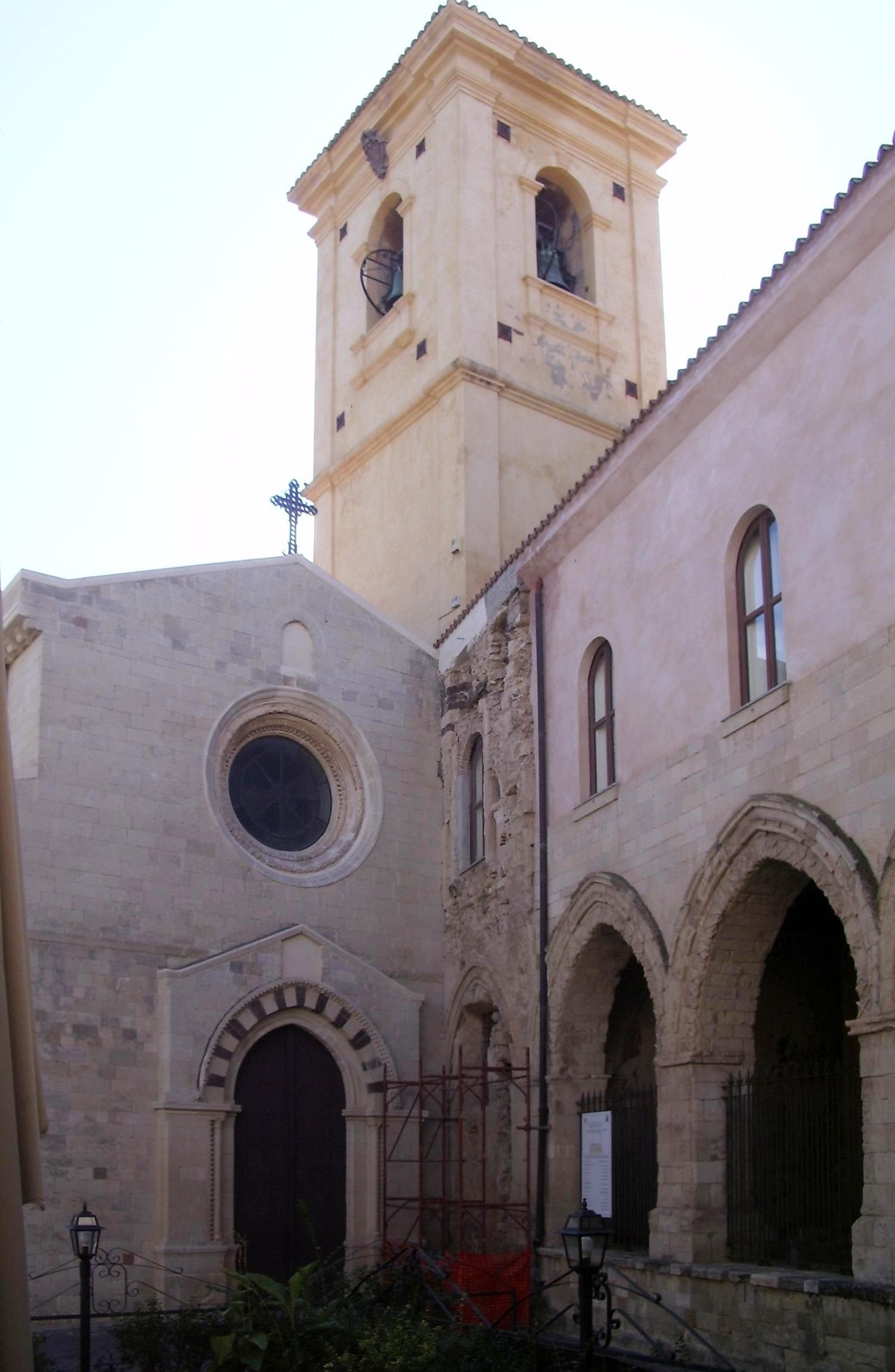
Kathedraal van Tropea
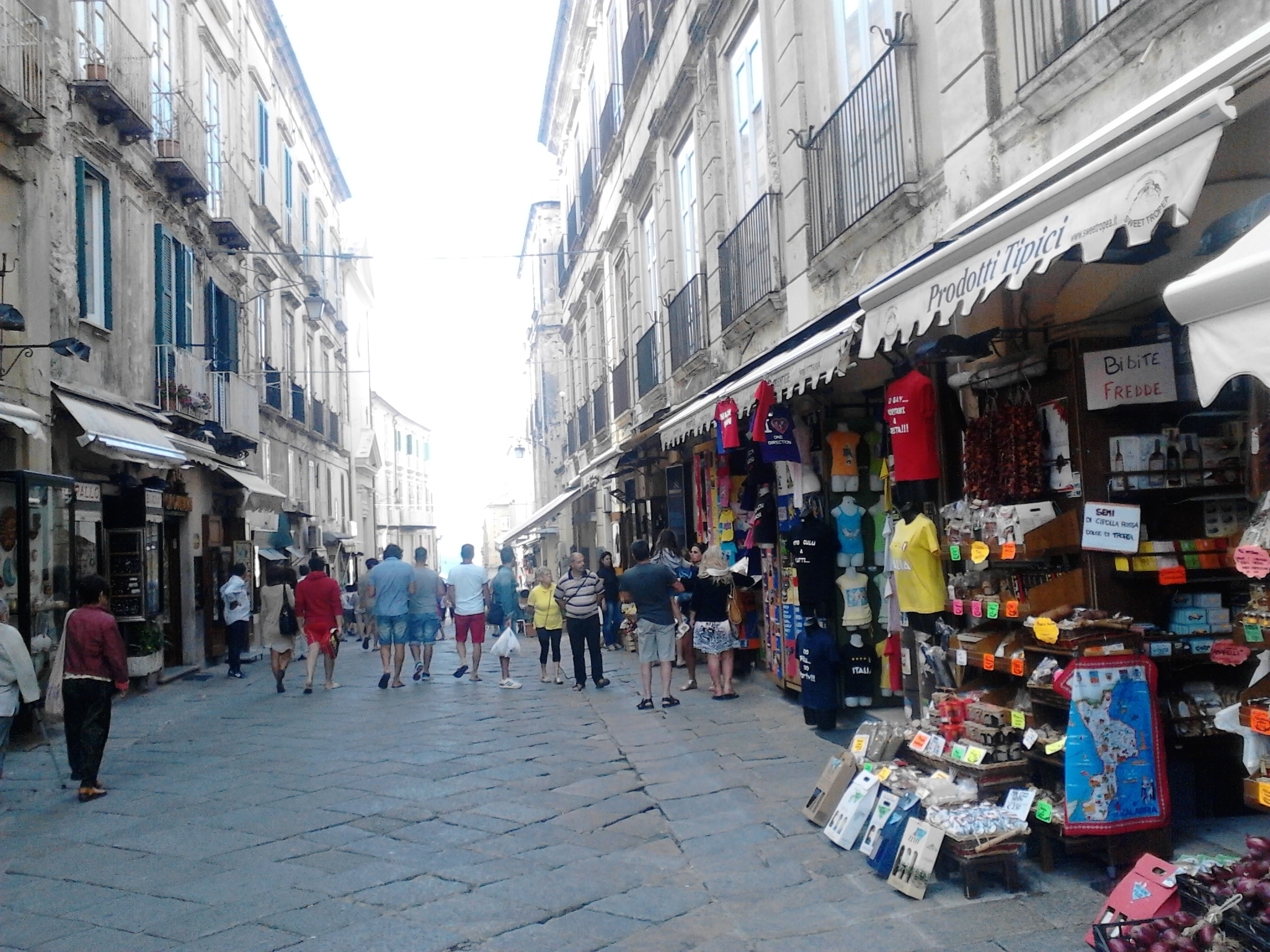
Winkelstraat in Tropea
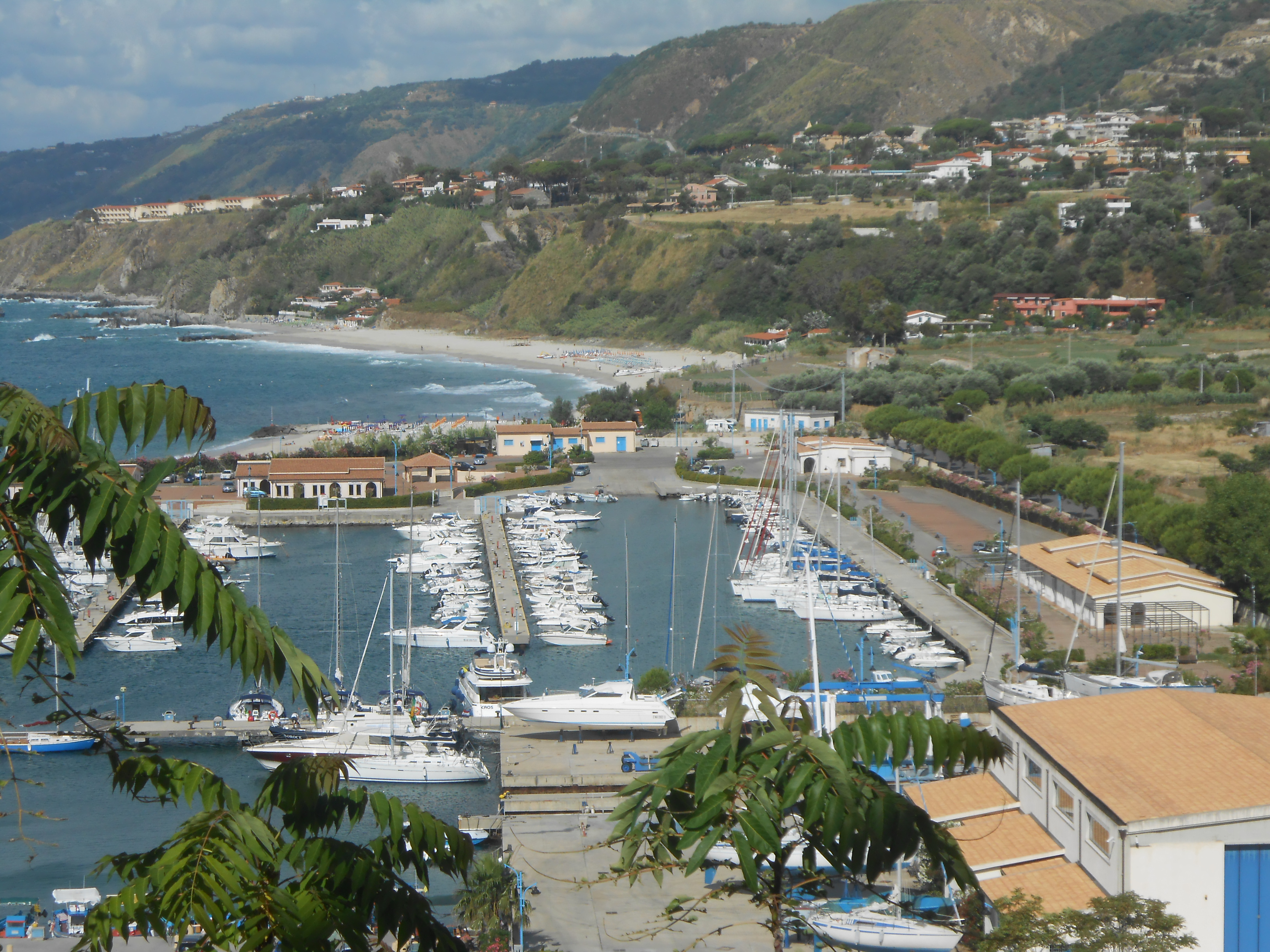
Haven van Tropea

## Demografie
Tropea telt ongeveer 2307 huishoudens. Het aantal inwoners daalde in de periode 1991-2001 met 0,5% volgens cijfers uit de tienjaarlijkse volkstellingen van ISTAT.
| Jaar | Inwoneraantal |
| ---- | ------------- |
| 1991 | 6869          |
| 2001 | 6836          |

## Geografie
De gemeente ligt op een rots aan zee op ongeveer 60 meter boven zeeniveau.
Tropea grenst aan de volgende gemeenten: Drapia, Parghelia, Ricadi.

## Geboren in Tropea
- Albert Anastasia (1902-1957), Amerikaans-Italiaans maffioso
- Raf Vallone (1916-2002), acteur